# Muscopteryx chaetosula
Muscopteryx chaetosula är en tvåvingeart som beskrevs av Townsend 1892. Muscopteryx chaetosula ingår i släktet Muscopteryx och familjen parasitflugor. Inga underarter finns listade i Catalogue of Life.